# Канту-Еддішен (Техас)
Канту-Еддішен (англ. Cantu Addition) — переписна місцевість (CDP) в США, в окрузі Брукс штату Техас. Населення — 191 особа (2020).

## Географія
Канту-Еддішен розташований за координатами 27°12′7″ пн. ш. 98°9′20″ зх. д. / 27.20194° пн. ш. 98.15556° зх. д. (27.201993, -98.155678).  За даними Бюро перепису населення США в 2010 році переписна місцевість мала площу 0,78 км², уся площа — суходіл.

## Демографія
Згідно з переписом 2010 року, у переписній місцевості мешкало 188 осіб у 69 домогосподарствах у складі 40 родин. Густота населення становила 241 особа/км².  Було 76 помешкань (97/км²).
Расовий склад населення:
| - 92,6 % — білих - 0,5 % — корінних американців - 6,4 % — осіб інших рас |

До двох чи більше рас належало 0,5 %. Частка іспаномовних становила 95,7 % від усіх жителів.
За віковим діапазоном населення розподілялося таким чином: 33,5 % — особи молодші 18 років, 53,7 % — особи у віці 18—64 років, 12,8 % — особи у віці 65 років та старші. Медіана віку мешканця становила 35,0 року. На 100 осіб жіночої статі у переписній місцевості припадало 106,6 чоловіків;  на 100 жінок у віці від 18 років та старших — 111,9 чоловіків також старших 18 років.
Середній дохід на одне домашнє господарство  становив 36 665 доларів США (медіана — 37 188), а середній дохід на одну сім'ю — 34 134 долари (медіана — 36 146). За межею бідності перебувало 10,0 % осіб, у тому числі 20,7 % дітей у віці до 18 років та 24,3 % осіб у віці 65 років та старших.
Цивільне працевлаштоване населення становило 88 осіб. Основні галузі зайнятості: освіта, охорона здоров'я та соціальна допомога — 60,2 %, транспорт — 10,2 %, інформація — 10,2 %.